# Colico
Colico is een gemeente in de Italiaanse provincie Lecco (regio Lombardije) en telt 6741 inwoners (31-12-2004). De oppervlakte bedraagt 35,3 km², de bevolkingsdichtheid is 179 inwoners per km². Colico is gelegen aan de noordkant van het Comomeer, nabij de monding van de Adda.

## Demografie
Colico telt ongeveer 2366 huishoudens. Het aantal inwoners steeg in de periode 1991-2001 met 5,4% volgens cijfers uit de tienjaarlijkse volkstellingen van ISTAT.
| Jaar | Inwoneraantal |
| ---- | ------------- |
| 1991 | 5934          |
| 2001 | 6257          |

## Geografie
Colico grenst aan de volgende gemeenten: Delebio (SO), Domaso (CO), Dongo (CO), Dorio, Gera Lario (CO), Gravedona ed Uniti (CO), Musso (CO), Pagnona, Pianello del Lario (CO), Piantedo (SO), Tremenico, Vercana (CO).